# リーガ6
リーガ6（リーガVI）は、ルーマニアの最上位サッカーリーグであるリーガ1の5つ下のディビジョン（6部リーグ）である。以前はディヴィジアFと呼ばれていた。県リーグのサードディビジョンである。